# Arquitectura neobarroca

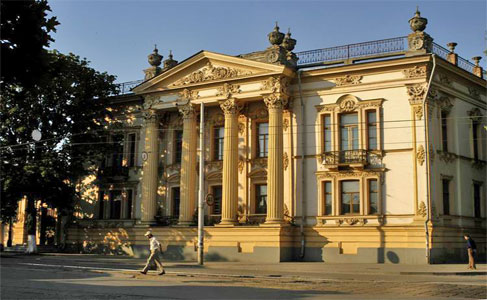
Palacio Alferaki en Taganrog, Rusia (1848)

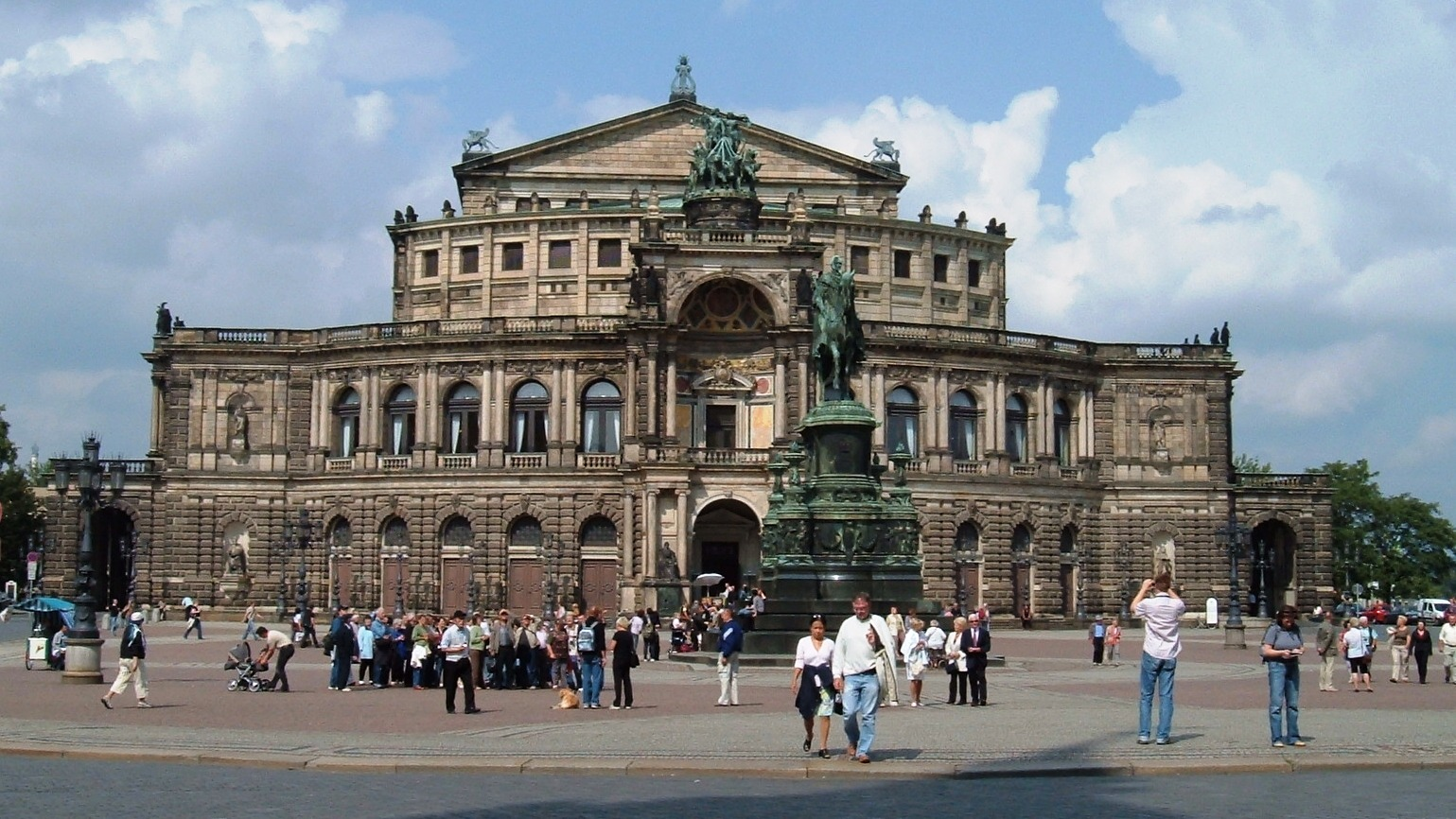
Ópera Semper de Dresde (1871-1878), incendiado en 1945 y luego reconstruido

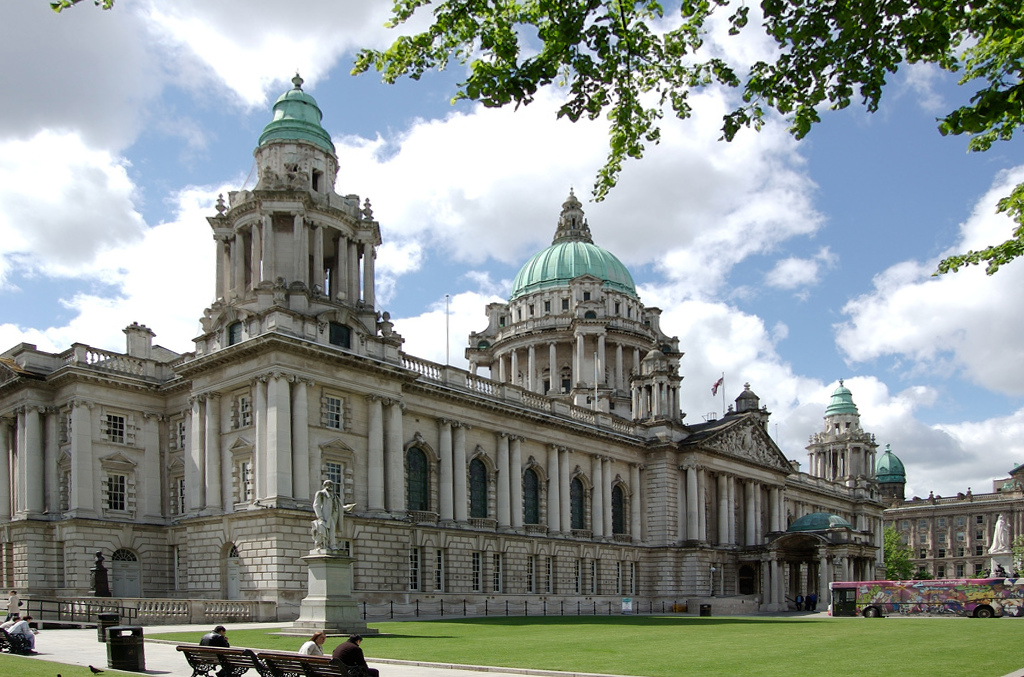
Ayuntamiento de Belfast (1898-1906), un ejemplo de la arquitectura barroca eduardiana o "Wrenaissance"

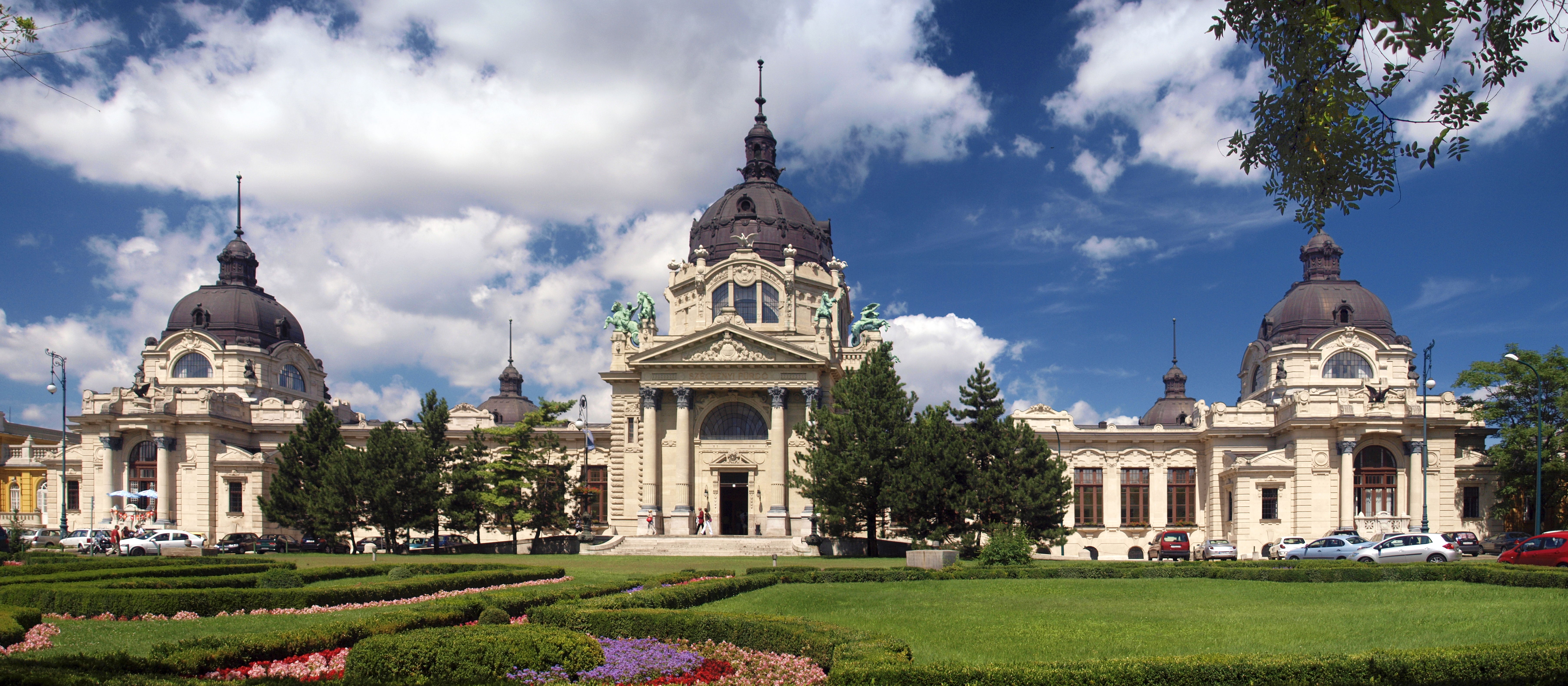
Los baños Széchenyi (1909-1913) de Budapest

La arquitectura neobarroca, también conocida en países anglosajones como revival barroco (del inglés: Baroque Revival) o en Francia estilo Segundo Imperio, fue uno de los estilos arquitectónicos historicistas tardíos de finales del siglo XIX, sobre todo a partir de 1880, que coexistió y sustituyó a la arquitectura neorrenacentista. Es una corriente principalmente europea, aunque luego se expandió y pueden verse ejemplos en todos los lugares del mundo, y que no siempre es fácil distinguir entre los muchos estilos academicistas, historicistas y eclécticas del cambio de siglo.
El término se utiliza para describir la arquitectura que recuperó algunas de las características de la arquitectura barroca, pero que no es propiamente del período barroco —siglos XVII y XVIII— y que no condujo a una recuperación completa, en el sentido revivalistico, del lenguaje de artistas como Gian Lorenzo Bernini, Francesco Borromini y Guarino Guarini.
La enseñanza de los elementos de la tradición arquitectónica barroca era una parte esencial del plan de estudios de la Ecole des beaux-arts de París, la escuela de arquitectura más preeminente en la segunda mitad del siglo XIX, y era parte integral de la arquitectura Beaux-Arts o academicista que se construyó tanto en Francia como en el extranjero. Esto es evidente en la Teatro dell'Opera de París, considerada la máxima expresión de esta corriente. Fue proyectado por Charles Garnier y construido entre 1861 y 1875, en el marco del gran plan urbanístico reformador gestionado por el barón Haussmann bajo el imperio de Napoleón III. El teatro, al referirse a la arquitectura del Renacimiento italiano, presenta un interior precioso, fuertemente articulado en sentido plástico (especialmente en el foyer principal), tanto que lleva a hacer emerger una volumetría compleja también en el perfil exterior. Por lo tanto, definir como neobarroco el teatro parisino es correcto sólo si el adjetivo se entiende como imponente, majestuoso y redundante, mientras que es impropio si se trata de la búsqueda de los elementos típicamente barrocos.
El sentido entusiasta del imperialismo europeo alentó a que fuera la arquitectura oficial que reflejara la grandeza de los imperios francés y británico, y a que en Alemania e Italia expresase el orgullo en el nuevo poder del Estado unificado. En Austria su uso también tuvo una connotación patriótica, ya que se relacionó supuestamente con el florecimiento cultural y expansión política de principios del siglo XVIII. En su fase tardía coexistió con el Jugendstil, en el cual influyó parcialmente. Dejaron obras neobarrocas en el ámbito británico los arquitectos Ferdinand Fellner (1847-1917), Hermann Helmer (1849-1919), Arthur Meinig (1853-1904) y sobre todo sir Edwin Lutyens. El barroco eduardiano es una variante local del neobarroco que fue usada en muchos edificios públicos construidos en el Imperio británico durante la época eduardiana (1901-1910). 
El estilo neobarroco se utilizó especialmente para el diseño de nuevos y grandiosos edificios oficiales, en general civiles, como palacios, edificios de gobierno y tribunales, así como los nuevos teatros, ya que el Barroco había contribuido al florecimiento de las artes escenográficas.
Son ejemplos significativos el Palacio de Justicia de Bruselas, construido y diseñado por Joseph Poelaert desde 1866 y descrito por los críticos como "la más pomposa y sobrecargada obra neobarroca del Ottocento".; la Teatro de la Ópera de Dresde (1878, con influencia neorrenacentista); el Bode-Museum de Berlín (terminado en 1904); el Ashton Memorial en Lancaster (1907-1909); y el Palacio de Christiansborg, en Copenhague (primera mitad del siglo XX).
En Italia, donde el estilo es parte de lo que se conoce como umbertino, se debe recordar el Palacio de Justicia en Roma (actual sede de la Corte Suprema de Casación), proyectado por Guglielmo Calderini alrededor de 1884, en el que confluyen algunas reminiscencias de la Ópera de Garnier. Otro ejemplo es la sede de la Universidad Federico II de Nápoles, obra de Pierpaolo Quaglia y Guglielmo Melisurgo (1897-1908).
En la actualidad, también hay algunos edificios posmodernos con un estilo que se podría llamar barroco, por ejemplo, la Casa Danzante en Praga por Vlado Milunic y Frank Gehry , que han descrito como "nuevo barroco".

Edificios neobarrocos
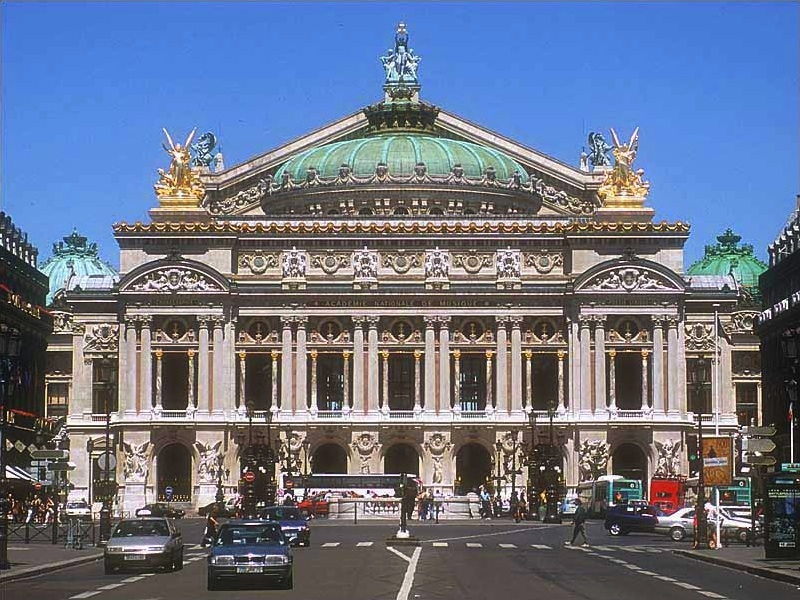
Fachada de la Palais Garnier (1875), Paris, ejercicio ecléctico presenta en este frente un estilo claramente barroco
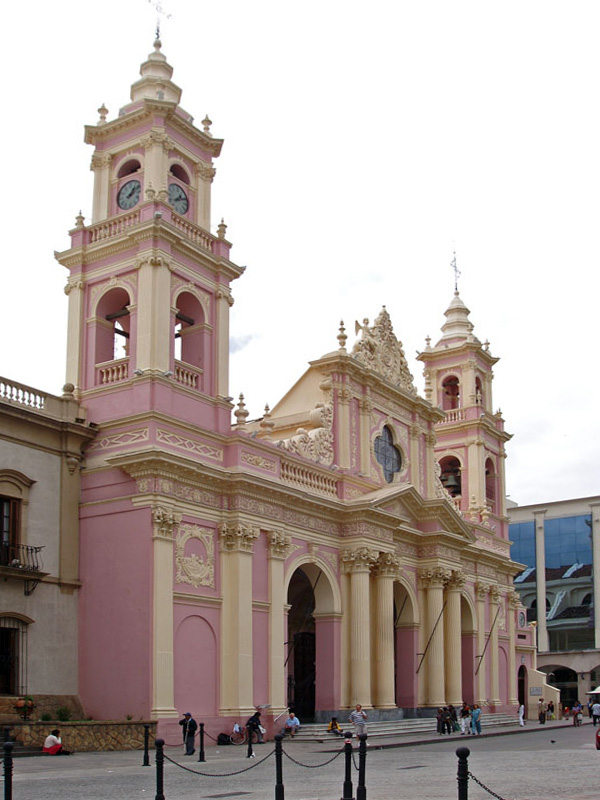
Catedral de Salta (1858-1882), ejemplo de neobarroco decimonónico argentino.
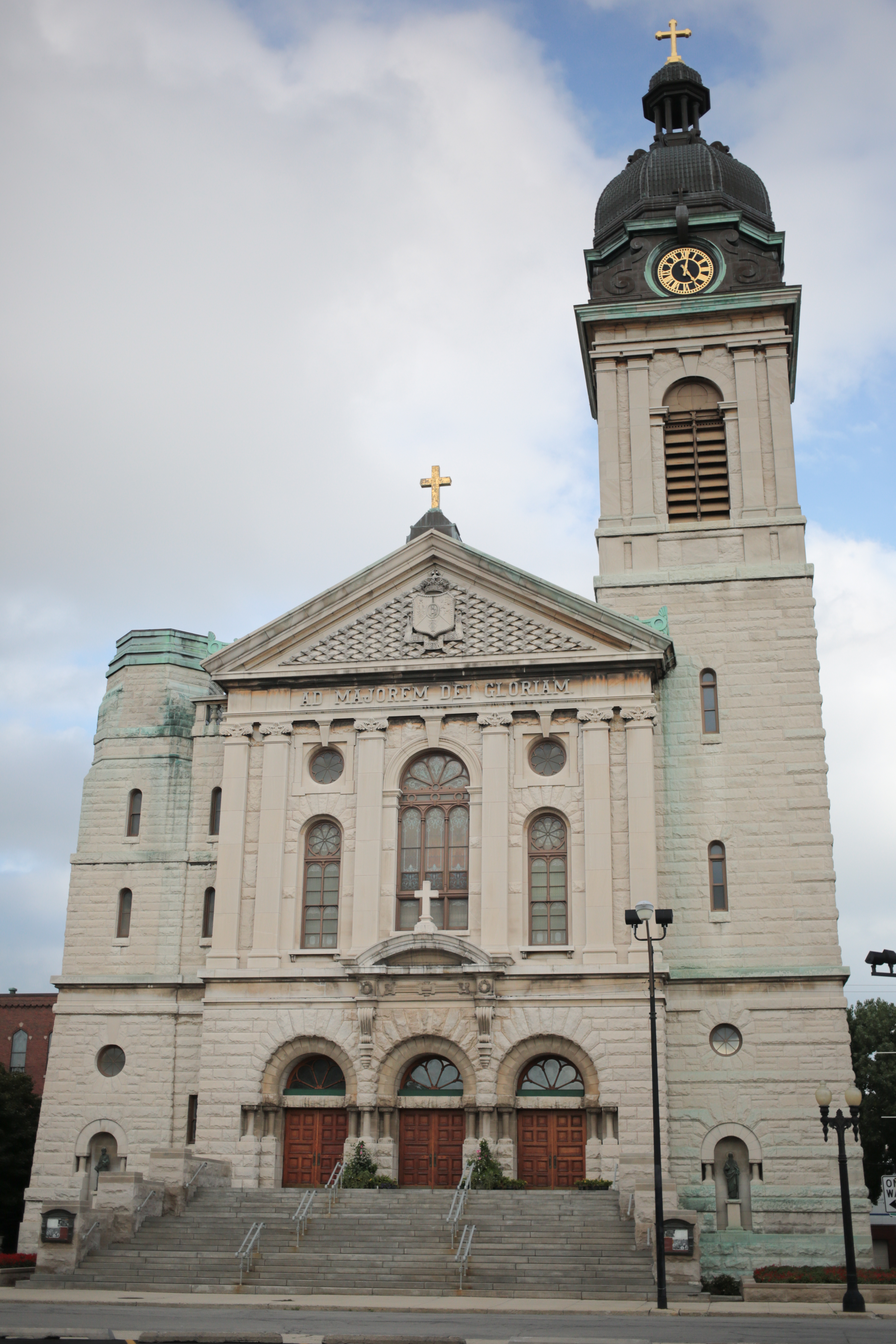
Iglesia Saint-Jean-de-Kenty (1893-1898) de Chicago
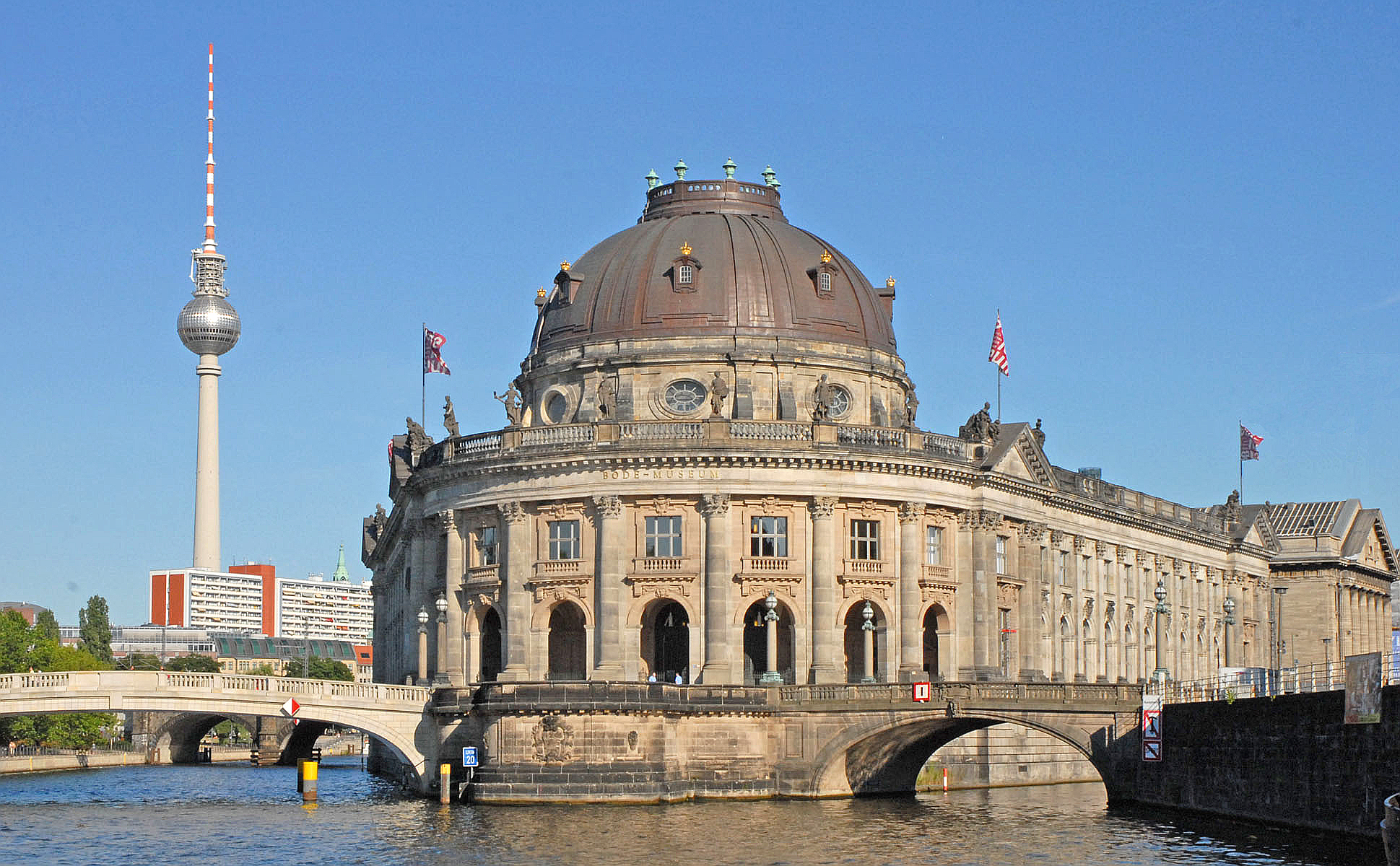
Museo Bode (1897-1904) de Berlin, en el extremo de la isla de los Museos
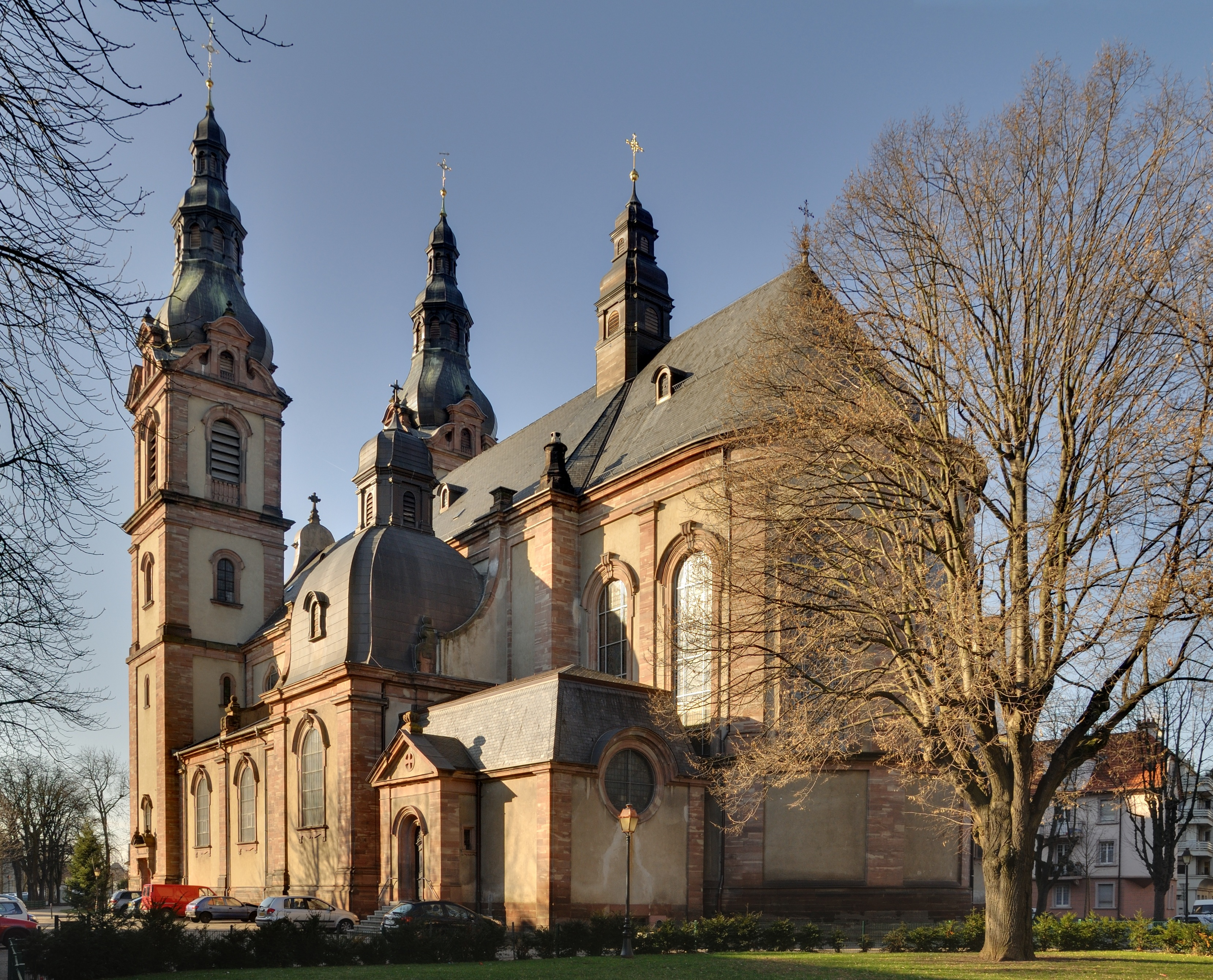
Iglesia Saint-Fridolin de Mulhouse (Haut-Rhin, 1906).
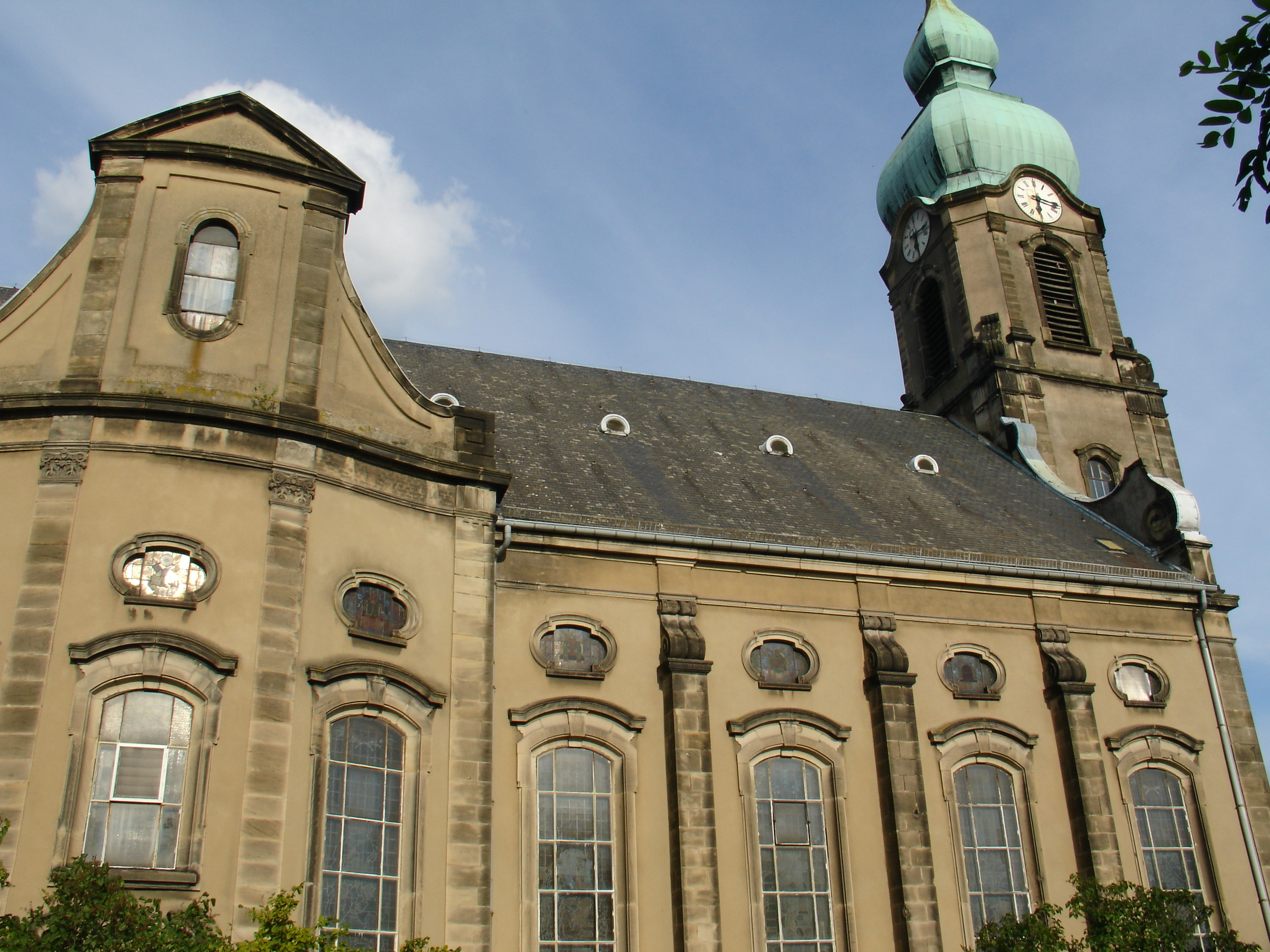
Iglesia Saint-Maurice (1913) de Freyming-Merlebach (Mosela)

## Destacados ejemplos de arquitectura neobarroca
En Austria su uso tiene una connotación patriótica, ya que se relaciona supuestamente con el florecimiento cultural y expansión política de principios del siglo XVIII. En su fase tardía coexistió con el Jugendstil, el cual influyó parcialmente.
| Imagen | Años        | Nombre                                                                                      | Localización                                 | Estado         |
| ------ | ----------- | ------------------------------------------------------------------------------------------- | -------------------------------------------- | -------------- |
|        | 1847-1848   | Palacio Beloselski-Belozerski (renovación)                                                  | San Petersburgo                              | Rusia          |
|        | 1848        | Palacio Alferaki                                                                            | Taganrog                                     | Rusia          |
|        | 1842-1853   | Palacio de Dolmabahçe                                                                       | Estambul                                     | Turquía        |
|        | 1853-1856   | Mezquita de Ortaköy (ejemplo del llamado neobarroco otomano)                                | Estambul                                     | Turquía        |
|        | 1854-1857   | Torre de la Dreikönigskirche                                                                | Dresde                                       | Alemania       |
|        | 1885-1904   | Castillo Real de Budapest (ampliación)                                                      | Budapest                                     | Hungría        |
|        | 1860-1862   | Teatro de Baden-Baden                                                                       | Baden-Baden                                  | Alemania       |
|        | 1861-1865   | Palacio de Beylerbeyi                                                                       | Estambul                                     | Turquía        |
|        | 1854-1874   | La Grand Opéra (Ópera Garnier)                                                              | París                                        | Francia        |
|        | 1871-1878   | Semperoper                                                                                  | Dresde                                       | Alemania       |
|        | 1874-1878   | Linderhof                                                                                   | Cerca de Oberammergau, Baviera               | Alemania       |
|        | 1866-1879   | Palacio de Justicia de Bruselas                                                             | Bruselas                                     | Bélgica        |
|        | 1880        | Livingstonscher Pferdestall                                                                 | Frankfurt am Main                            | Alemania       |
|        | 1856-1882   | Catedral de Salta                                                                           | Salta                                        | Argentina      |
|        | 1880-1882   | Palacio Real de Sofía (Galería de Arte Nacional de Bulgaria)                                | Sofia                                        | Bulgaria       |
|        | 1881-1883   | Palacio Károlyi, obra de Fellner & Helmer                                                   | Budapest                                     | Hungría        |
|        | 1875-1884   | Ópera Nacional de Hungría                                                                   | Budapest                                     | Hungría        |
|        | 1878-1886   | Palacio de Herrenchiemsee                                                                   | Lago Chiemsee, en Baviera                    | Alemania       |
|        | 1886        | Lustspieltheater (Vígszínház)                                                               | Budapest                                     | Hungría        |
|        | 1884-1887   | Basílica de San Nicolás (Ámsterdam)                                                         | Ámsterdam                                    | Países Bajos   |
|        | 1924 — 1985 | Rectorado de la Universidad de Sofía                                                        | Sofia                                        | Bulgaria       |
|        | ?-1889      | Volkstheater                                                                                | Viena                                        | Austria        |
|        | 1891-1892   | Theater am Schiffbauerdamm                                                                  | Berlín (vereinfacht wiederaufgebaut)         | Alemania       |
|        | 1892-1893   | Salzburger Landestheater                                                                    | Salzburgo                                    | Austria        |
|        | 1893-1894   | Burgtheater                                                                                 | Viena                                        | Austria        |
|        | 1893-1894   | Ópera Estatal de Hesse                                                                      | Wiesbaden                                    | Alemania       |
|        | 1891-1895   | Paisaje general                                                                             | Stettin                                      | Polonia        |
|        | 1891-1897   | Palacio del Gran Duque Heredero de Baden (hoy Tribunal Federal de Justicia de Alemania      | Karlsruhe                                    | Alemania       |
|        | 1893-1897   | Edificios del Parlamento de Columbia Británica                                              | Victoria, British Columbia                   | Canadá         |
|        | 1894-1897   | Johanniskirche (demolida)                                                                   | Leipzig, (kriegszerstört, um 1963 gesprengt) | Alemania       |
|        | 1893-1898   | Iglesia de St. John Cantius                                                                 | Chicago                                      | Estados Unidos |
|        | 1898-1899   | Ópera de Graz                                                                               | Graz                                         | Austria        |
|        | ?-1899      | Teatro nacional                                                                             | Oslo                                         | Noruega        |
|        | 1895-1900   | Iglesia de San Ignacio de Loyola (Nueva York)                                               | New York City                                | Estados Unidos |
|        | 1898-1900   | Galería Nacional de Arte Zacheta, obra de Stefan Szyller                                    | Varsovia                                     | Polonia        |
|        | 1899-1900   | Villa Thyssen                                                                               | Mülheim an der Ruhr                          | Alemania       |
|        | 1900        | Deutsches Schauspielhaus                                                                    | Hamburgo                                     | Alemania       |
|        | 1900        | Oficina central postal (ahora Post Galerie)                                                 | Karlsruhe                                    | Alemania       |
|        | 1900-1901   | Escuela Industrial (ahora Museo Alemán del Juguete)                                         | Sonneberg                                    | Alemania       |
|        | 1899-1901   | Mansion Elms                                                                                | Newport, Rhode Island                        | Estados Unidos |
|        | 1899-1902   | Opernhaus am Habsburgerring (Ópera de Colonia) (parte destruida y posteriormente cancelada) | Colonia (Alemania)                           | Alemania       |
|        | 1900-1902   | Schloss Loburg                                                                              |                                              | Alemania       |
|        | 1898-1902   | St. Joseph                                                                                  | München                                      | Alemania       |
|        | 1899-1902   | Turm der Georgenkirche                                                                      | Eisenach                                     | Alemania       |
|        | 1901-1902   | Stadttheater Fürth                                                                          | Fürth                                        | Alemania       |
|        | 1900-1902   | Josephskirche                                                                               | Basilea                                      | Suiza          |
|        | 1900-1902   | Matthäuskirche                                                                              | Hamburgo                                     | Alemania       |
|        | 1898-1902   | Mansion Rosecliff                                                                           | Newport, Rhode Island                        | Estados Unidos |
|        | 1900-1903   | Sinagoga vieja en Potsdam (destruida en 1938 )                                              | Potsdam                                      | Alemania       |
|        | 1900-1904   | Sächsische Staatskanzlei                                                                    | Dresde                                       | Alemania       |
|        | 1897-1904   | Museo Bode                                                                                  | Berlín                                       | Alemania       |
|        | 1903-1904   | Schlosskirche                                                                               | Niedergösgen                                 | Alemania       |
|        | 1897-1905   | Palacio del Parlamento de Suecia                                                            | Estocolmo                                    | Suecia         |
|        | 1895-1905   | Catedral de Berlín (Berliner Dom)                                                           | Berlín                                       | Alemania       |
|        | 1905        | Justizpalast in München                                                                     | Múnich                                       | Alemania       |
|        | 1905        | Leopold-Hoesch-Museum                                                                       | Düren                                        | Alemania       |
|        | 1905        | Palacio de Büsing                                                                           | Offenbach am Main                            | Alemania       |
|        | 1900-1906   | Estación central de Núremberg                                                               | Núremberg                                    | Alemania       |
|        | 1898-1906   | Casa de Gobierno (ahora el edificio principal de la Universidad Europea Viadrina)           | Fráncfort del Óder                           | Alemania       |
|        | 1901-1906   | Kirche St. Fridolin                                                                         | Mülhausen                                    | Alemania       |
|        | 1898-1906   | Ayuntamiento de Belfast                                                                     | Belfast                                      | Irlanda        |
|        | 1904-1906   | Teatro Nacional de Cluj-Napoca                                                              | Cluj-Napoca                                  | Rumania        |
|        | 1902-1907   | Edificio del Gobierno (hoy Stadthaus)                                                       | Potsdam                                      | Alemania       |
|        | 1903-1907   | Landeshaus                                                                                  | Wiesbaden                                    | Alemania       |
|        | 1907        | Festhalle                                                                                   | Fráncfort del Meno                           | Alemania       |
|        | 1904-1908   | Laeiszhalle                                                                                 | Hamburgo                                     | Alemania       |
|        | 1905-1908   | Oberpostdirektion                                                                           | Augsburgo                                    | Alemania       |
|        | 1906-1908   | Amtsgericht Elberfeld                                                                       | (actual Wuppertal)                           | Alemania       |
|        | 1906-1908   | Polizeiwache am Klingberg                                                                   | Hamburgo                                     | Alemania       |
|        | 1907-1908   | Puerta de Charlottenburger                                                                  | Berlín                                       | Alemania       |
|        | 1899-1909   | El Palacio Akasaki                                                                          | Tokio                                        | Japón          |
|        | 1904-1909   | Ayuntamiento (reconstruido simplificado)                                                    | Kassel                                       | Alemania       |
|        | 1907-1909   | Memorial Ashton                                                                             | Lancaster                                    | Inglaterra     |
|        | 1909-1910   | Banco de Turingia                                                                           | Meiningen                                    | Alemania       |
|        | 1908-1910   | St. Anton                                                                                   | Passau                                       | Alemania       |
|        | 1909-1910   | Thomaskirche                                                                                | Wuppertal                                    | Alemania       |
|        | ?-1910      | Iglesia de St. Barbara (Brooklyn, New York)                                                 | New York City                                | Estados Unidos |
|        | 1895-1911   | Altar de la Patria (Monumento a Víctor Manuel II)                                           | Roma                                         | Italia         |
|        | 1899-1911   | Palacio de Justicia (Roma)                                                                  | Roma                                         | Italia         |
|        | 1907-1911   | Christuskirche                                                                              | Mannheim                                     | Alemania       |
|        | 1909-1911   | Oberlandesgericht                                                                           | Colonia (Alemania)                           | Alemania       |
|        | 1910-1911   | Villa Wolf                                                                                  | Zwickau                                      | Alemania       |
|        | 1906-1912   | Observatorio de Hamburgo                                                                    | Hamburg-Bergedorf                            | Alemania       |
|        | 1911-1912   | Mater Dolorosa (Berlin-Lankwitz)                                                            | Berlin-Lankwitz                              | Alemania       |
|        | 1909-1913   | Stubenring 1 (antiguo Kriegsministerium, Ministerio de Guerra)                              | Viena                                        | Austria        |
|        | 1911-1913   | Iglesia de St. Maurice                                                                      | Freyming-Merlebach                           | Alemania       |
|        | 1913        | Baños Széchenyi                                                                             | Budapest                                     | Hungría        |
|        | 1911-1913   | Villa Borsig en la isla de Reiherwerder                                                     | Berlín Reinickendorf                         | Alemania       |
|        | 1881-1914   | Palacio Imperial de Hofburg                                                                 | Viena                                        | Austria        |
|        | 1907-1915   | Gran Teatro de La Habana (anterior Centro Gallego)                                          | La Habana                                    | Cuba           |
|        | 1912-1916   | Herschelbad                                                                                 | Mannheim                                     | Alemania       |
|        | 1912-1916   | Körnerpark                                                                                  | Berlín-Neukölln                              | Alemania       |
|        | 1915-1920   | St. Wolfgang                                                                                | Haidhausen                                   | Alemania       |
|        | 1922-1925   | Alte Stadthaus                                                                              | Bonn                                         | Alemania       |
|        | 1927        | Katholische Pfarrkirche Zu den Heiligen Schutzengeln                                        | Eichenau                                     | Alemania       |
|        | 1907-1928   | Palacio de Christiansborg                                                                   | Copenhague                                   | Dinamarca      |
|        | 1907-1936   | Cámara de la Asamblea Nacional de Serbia                                                    | Belgrado                                     | Serbia         |
|        | 1928-1953   | Santuario de Nuestra Señora del Rosario de Fátima                                           | Fátima                                       | Portugal       |
|        | ?           | Biblioteca metropolitana Ervin Szabó (Palacio Wenckheim, obra de Arthur Meinig )            | Budapest                                     | Hungría        |
|        | ?           | Park Club                                                                                   | Budapest                                     | Hungría        |
|        | ?           | Secretariado de la Presidencia                                                              | Colombo                                      | Sri Lanka      |